# Serpentine (jeu vidéo)
Pour les articles homonymes, voir Serpentine.

Serpentine est un jeu vidéo de labyrinthe développé par David Snider et publié par Brøderbund Software en 1982 sur Apple II puis porté sur Atari 8-bit, Commodore 64, Commodore VIC-20 et IBM PC, la version VIC-20 étant édité par Creative Software. Le joueur contrôle un serpent dans un labyrinthe et tente de manger d’autres serpents, contrôlés par l’ordinateur. Pour manger tout ou partie d’un serpent plus grand que le sien, le joueur doit l’attaquer par un côté ou par derrière. Dans le cas contraire, c’est le serpent ennemi qui le mange. À chaque fois qu’un serpent mange un autre serpent, un œuf de serpent ou une grenouille, il grandit, et lorsque le serpent du joueur devient plus grand que les autres, il devient vert et peut attaquer ses ennemis depuis n’importe quelle direction. Chaque serpent pond régulièrement un œuf, ce qui le fait rétrécir, qui éclos après un certain temps pour donner naissance à de nouveaux serpents . Lorsque tous les serpents ennemis ont été éliminés, le serpent du joueur revient automatiquement dans une zone protégée et le joueur passe au niveau suivant, où il doit affronter des serpents plus longs et se déplaçant plus rapidement,